# 1re compagnie légère du désert
La 1re compagnie légère du désert (1re CLD) est une unité syrienne au service du mandat français sur la Syrie, en garnison à Palmyre. Créée en 1921 sous le nom de 1re compagnie méhariste (1re CM), elle est dissoute en 1945 à la fin de la Seconde Guerre mondiale.
À partir de sa formation, la 1re compagnie méhariste fait partie des troupes auxiliaires syriennes, devenues en 1930 troupes spéciales du Levant. Elle lutte dans la zone de Palmyre contre les actes de brigandage et les agitations antifrançaises et elle participe également aux opérations menées contre la grande révolte syrienne (1925-1927). Renommée 1re compagnie légère du désert en 1936 et renforcée de véhicules motorisées, elle combat lors de la campagne de Syrie au sein des forces vichystes. Reconstituée au sein des forces françaises libres, elle est dissoute en juin 1945.

## Création et différentes dénominations
- 1er juillet 1921 : formation de la 1re compagnie méhariste (1re CM)
- 31 décembre 1935 : dissolution
- 1er janvier 1936 : devient 1re compagnie légère du désert (1re CLD)
- 3 juillet 1941 : reddition de la 1re CLD
- 1er août 1941 : nouvelle formation de la 1re CM
- 1er janvier 1942 : redevient 1re CLD
- 30 juin 1945 : dissoute

## Historique

### Formation
La première compagnie méhariste (1re CM) est formée le 1er juillet 1921 sous le nom de 1re compagnie méhariste, à partir d'une unité de gendarmes,. Elle est rattachée au 2e régiment mixte syrien jusqu'en juillet 1922.
La compagnie s'installe près des ruines du temple de Baal dans la cité antique de Palmyre, avec un peloton détaché à Dmeir. Elle assure la sécurité des voies de communications entre Homs, Damas et la frontière irakienne en direction de Bagdad, ainsi qu'entre Palmyre et Deir ez-Zor.

### Opérations

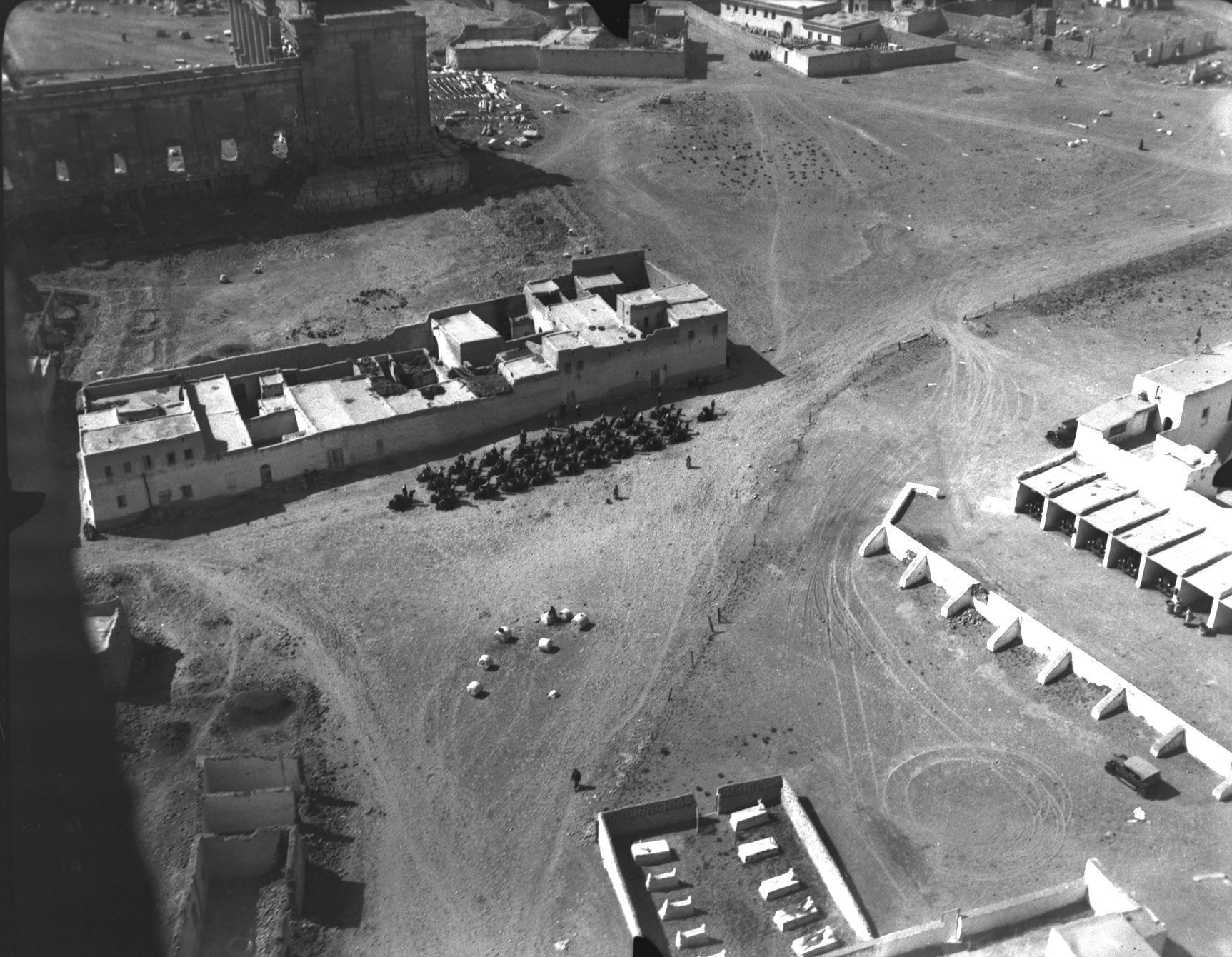
Méharistes de la compagnie à Palmyre en 1935.

La compagnie lutte contre les vols de troupeaux entre tribus rivales et s'oppose aux combattants nomades anti-français.
À partir de 1923, la 1re CM est renforcée par quatre camionnettes Ford emportant quelques fantassins et équipées de mitrailleuses légères Lewis. Les Ford sont remplacées en 1925 par huit « auto-mitrailleuses légères du désert » (AMLD) Chenard et Walcker. Le peloton d'auto-mitrailleuses légères du désert devient indépendant en 1927.
En 1925, la compagnie part participer à la répression de la grande révolte syrienne, la 2e compagnie méhariste prenant à sa charge la défense du désert syrien. En août 1925, la 1re CM couvre le repli de la colonne Michaud après sa défaite à la bataille d'al-Mazraa. En septembre-octobre, des sous-unités de la compagnie combattent les rebelles dans la Ghouta et à Dmeir, perdant des hommes mais infligeant de lourdes pertes à leurs adversaires.
Le peloton stationnée à Dmeir forme en 1927 la 3e compagnie méhariste.
Les compagnies méharistes sont dissoutes le 31 décembre 1935 et deviennent le 1er janvier 1936 des compagnies légères du désert après fusion avec les pelotons de l'escadron d'auto-mitrailleuses légères du désert,,.

### Seconde Guerre mondiale
Au déclenchement de l'opération Exporter, la compagnie s'installe en défense en Palmyre avec une compagnie du 6e régiment étranger d'infanterie et des soldats de l'Armée de l'air. Les Français sont assiégés à partir du 24 juin par la Habforce. Lorsqu'ils apprennent que la 2e CLD a été vaincue par la Légion arabe près d'Al-Soukhna, la plupart des Syriens désertent : lorsque la garnison de Palmyre se rend après treize jours de siège, seuls vingt-quatre des 165 prisonniers appartiennent à la compagnie,.
Les compagnies méharistes sont recréées par les forces françaises libres le 1er août 1941 et reprennent leur nom de compagnies légères du désert le 1er janvier 1942.
Lors de la crise antifrançaise de fin mai 1945, les CLD ne sont pas engagées dans les opérations, qui se concentrent dans les villes syriennes. Cependant, après l'ultimatum britannique du 1er juin qui consacre la défaite de la France, les Syriens commencent à déserter en masse. La compagnie est dissoute le 30 juin 1945.

## Organisation

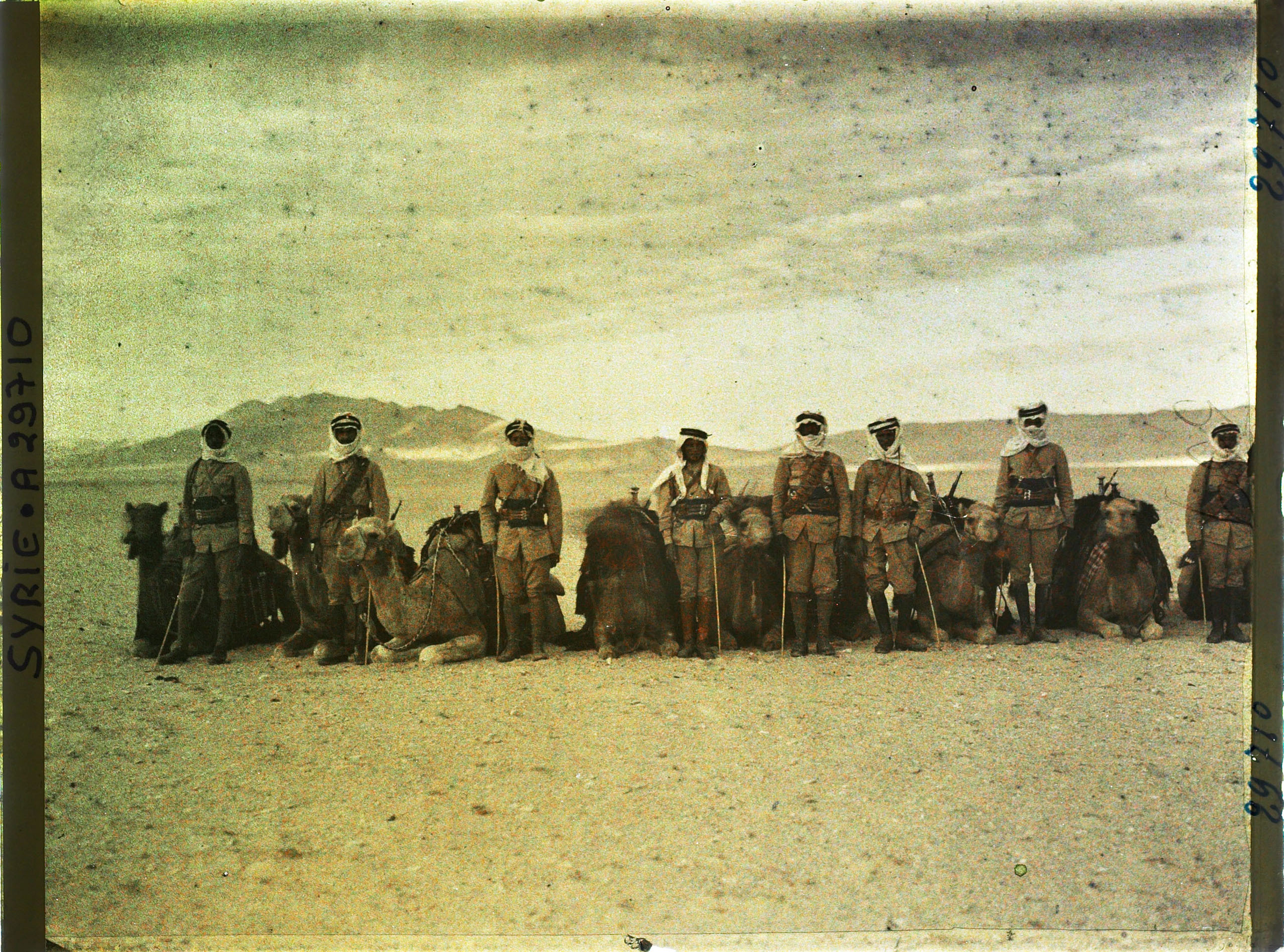
Méharistes de la compagnie à Palmyre en octobre 1921 (autochrome d'époque).

La compagnie est organisée en plusieurs pelotons montés ou portés, un groupe de mitrailleuses parfois servies par des tirailleurs algériens et un groupe de commandement.
Après 1936, la 1re CLD compte un peloton motorisé et seulement deux pelotons méharistes, renforcés par un troisième en octobre 1939. Début 1941, la compagnie est organisée avec un groupe de commandement, trois pelotons méharistes, trois pelotons motorisés sur camionnettes et un peloton d'AMLD. Les véhicules sont des AMLD Chenard ou Hotchkiss, des camionnettes Berliet ou Ford et une voiture de liaison Ford et un ou deux camions-ateliers.
Après 1941, la dotation en véhicule est renforcée de camionnettes Dodge. Les CLD reçoivent toutes la même organisation : un peloton d'automitrailleuses, un peloton porté, un peloton monté et un peloton hors rang.

## Équipement
Initialement armés de mousquetons et de fusils-mitrailleurs Madsen, les méharistes voient ces derniers remplacés à la fin des années 1920 par des fusils-mitrailleurs modèle 1924.

## Insigne
L'insigne, produit à partir 1934, montre un méhariste debout sur sa monture, inscrit dans un croissant surmonté d'une étoile à cinq branches. 
Il est modifié après le ralliement à la France libre par l'ajout d'une croix de Lorraine sur la partie gauche,.

## Personnalités ayant servi à la1reCLD
- Pierre de Hauteclocque, compagnon de la Libération, sert à la 1re CLD début 1944[10]

- Roger Lavenir, compagnon de la Libération, sert à la 1re CLD de juillet 1944 au printemps 1945[11]